# Демаре, Ансельм Гаэтан
Ансельм Гаэтан Демаре́ (фр. Anselme Gaëtan Desmarest; 6 марта 1784, Париж — 4 июня 1838, Альфор) — французский зоолог и писатель.
Член-корреспондент Парижской академии наук (1825).
Сын известного французского физика и геолога Николя Демаре и отец французского зоолога и энтомолога Эжена Ансельма Себастьяна Леона Демаре (англ. Eugène Anselme Sébastien Léon Desmarest). Изучал зоологию в государственной ветеринарной школе в городе Мезон-Альфор. Описал много видов животных, в том числе большеухую лисицу (Otocyon megalotis), большого рыжего кенгуру (Macropus rufus), толстохвостого опоссума (Lutreolina crassicaudata).

## Труды
- Histoire Naturelle des Tangaras, des Manakins et des Todiers (1805)
- Considérations générales sur la classe des crustacés (1825)
- Dictionnaire des Sciences Naturelles (1816—1830) — совместно с Андре-Мари Дюмерилем